# Bezirk Pays-d’Enhaut
Der Bezirk Pays-d’Enhaut (französisch District du Pays-d’Enhaut) war bis zum 31. August 2006 eine Verwaltungseinheit im Kanton Waadt in der Schweiz. Hauptort war Château-d’Oex. Der Bezirk war in die beiden Kreise (französisch cercles) Château-d’Œx und Rougemont aufgeteilt.
Der Bezirk bestand aus drei Gemeinden, war 185,66 km² gross und zählte 4537 Einwohner (Ende 2006).
| Name der Gemeinde        | Einwohner (31. Dez. 2006) | Fläche in km² | Einw. pro km² | Kreis (Cercle) |
| ------------------------ | ------------------------- | ------------- | ------------- | -------------- |
| Château-d’Oex            | 3139                      | 113,76        | 28            | Château-d’Œx   |
| Rossinière               | 506                       | 23,36         | 22            | Rougemont      |
| Rougemont                | 892                       | 48,54         | 18            | Rougemont      |
| Bezirk Pays-d’Enhaut (3) | 4537                      | 185,66        | 24            | (2)            |

## Veränderungen im Gemeindebestand

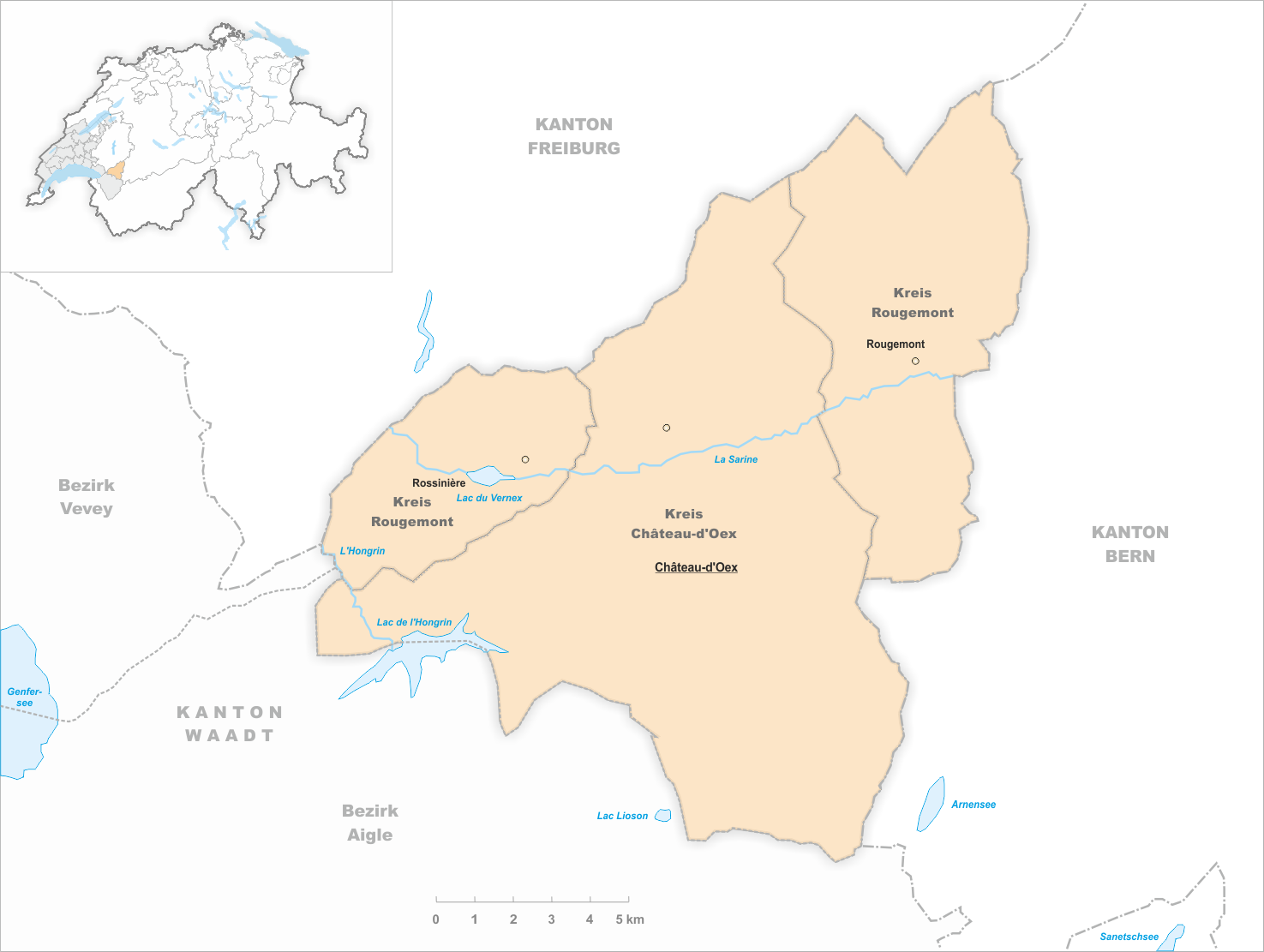
Gemeinden bis 2006

- 1. September 2006: Bezirkswechsel aller Gemeinden des Bezirks Pays-d’Enhaut → Bezirk Riviera-Pays-d’Enhaut